# Grasbij
De grasbij (Andrena flavipes) is een bij uit het geslacht van de zandbijen (Andrena).
Het vrouwtje wordt 11 tot 13 millimeter lang, het mannetje 9 tot 11 millimeter. Het zwarte achterlijf heeft dwarsbanden van geelbruine haren. De kop is bruinbehaard, de poten oranjegeel. 
De soort vliegt van eind maart tot september in twee vluchten. De eerste vlucht kent een piek halverwege april (hoofdvliegtijd vrouwtjes), de tweede eind juli (hoofdvliegtijd mannetjes). De soort leeft in nesten in de grond, vaak in aantallen bij elkaar, wat kan uitlopen tot wel duizend stuks. De nesten zijn te vinden in gazons en tuinen. De volwassen insecten zijn te vinden op bloemen van diverse planten, bijvoorbeeld wilgen, paardenbloem, klein hoefblad, jacobskruiskruid en boerenwormkruid.
De kortsprietwespbij is een nestparasiet van de grasbij.
De grasbij komt voor in een groot deel van het Palearctisch gebied. In Nederland is hij in het zuiden algemeen, in het noorden schaars.